# Saint-Étienne-de-Bolton
Pour les articles homonymes, voir Saint-Étienne et Bolton.
Saint-Étienne-de-Bolton [sɛ̃t‿etjɛn də bɔltən] est une municipalité du Québec, située dans la MRC de Memphrémagog en Estrie.

## Toponymie
Elle est nommée en l'honneur du premier prêtre de la paroisse, Étienne-Hippolyte Hicks.
« Tout comme le bureau de poste établi en 1865, cette entité municipale détachée de Bolton-Est en 1939 tire son appellation de la paroisse fondée en 1851 et érigée canoniquement en 1872 »,.

## Histoire

### Premiers habitants
Le territoire qu'occupe actuellement Saint-Étienne-de-Bolton a été découvert lors de la conquête en 1760 (avant ceci il n'y a aucun Amérindien. Les Autochtones les plus proches sont les Abénakis, qui vivent dans la région de Coaticook et de Magog). Les alentours ayant été divisés en cantons, celui-ci est donné à Sir Bolton, qui devait être quelqu’un d’important à la cour d’Angleterre. Bolton ne met jamais les pieds sur le territoire, donc la terre est cédé à un industriel anglais (nommé Arlington), dont le fils vient faire la prospection et y découvre une mine de cuivre. Par la suite, une compagnie de loyalistes commence à travailler sur la mine. Les forêts qu’occupe le territoire qui est aujourd'hui Saint-Étienne-de-Bolton sont utilisées comme ressources pour le bois d’oeuvre et de chauffage.
Ce n’est qu'en 1837 - 1838 qu’arrivent les premiers habitants permanents sur ce territoire, à la suite des confrontations avec les Anglais dans la région du Richelieu. Ce sont les Vincent, les Desautels, les Laramée, les Laporte et les Décelles. Auparavant, les abénakis descendaient la rivière Missisquoi à l’est, celle qui divise maintenant cette municipalité de celle d’Eastman. Ils se rendaient ainsi jusqu’au lac Champlain en faisant plusieurs portages, comme le font encore les randonneurs de nos jours..

### XIXesiècle
Dès les débuts, un prêtre missionnaire passait et la première messe a  été célébrée en 1842 et vers 1850, une première église est déjà construite. En 1851 commencent les premiers registres de population.
On sait qu'entre 1850 et 1870 des petits commerces se sont installés dans le village: un magasin, une boutique de charron et un maréchal-ferrant. À partir de 1860, la compagnie minière du cuivre construit un chemin de fer qui sera fonctionnel jusqu'en 1950.
En 1872, la paroisse de Saint-Étienne est fondée par décret de monseigneur Charles Larocque, évêque de Saint-Hyacinthe, après certains débats sur son emplacement et sa construction. Les travaux débutent en 1874 et vers 1877 s’achève ce qui sera l’église actuelle. Depuis, le bâtiment a subi de nombreuses modifications et une grande partie des travaux a été réalisée grâce à l’importante contribution de paroissiens bénévoles.

### XXesiècle
Au début du 20e siècle, Saint-Étienne continue à se développer comme partie du territoire de Bolton-Est. En 1920 le village compte déjà quatre écoles et dans les années 30, on y trouve une beurrerie, un magasin général et un bureau de poste. C’est à la fin de cette décennie que se font les démarches pour devenir une municipalité distincte de Bolton-Est à cause des problèmes de langue et de distance. À Bolton-Est, on ne parlait que l’anglais et parcourir 6 milles souvent par mauvais temps a été pénible depuis les débuts. En 1939, la municipalité est reconnue officiellement  sous le nom de Saint-Étienne-de-Bolton.
Dans les années 40, des nouveaux services arrivent: l’eau courante au presbytère, l’électricité (Saint-Étienne fut la deuxième paroisse de la province à posséder sa propre coopérative d’électricité) et un service quotidien d’autobus entre Glen Sutton, Mansonville, Saint-Étienne et Granby.
Résumé du 20e siècle dans la municipalité:
- 1934: Fondation de la caisse populaire
- 1939: Séparation de Saint-Étienne et Bolton-Est
- 1947: Arrivée de l'électricité
- 1947: Mise en place d'une ligne d'autobus reliant Glen Sutton, Mansonville, Saint-Étienne et Granby
- 1950: Arrêt de l'utilisation de la gare de train (la Station d'Eastray) allant à la mine
- 1956: Création du couvent (fermé en 1969)
- 1965: Création du camping du Domaine du Lac Libby
- 1970: Début de l'Association des Propriétaires du lac Libby visant à protéger les eaux et l'environnement
- 1970: Construction d'une résidence pour personnes âgées (fermée en 1976)
- 1979: Interdiction de naviguer sur le lac avec un moteur à essence
- 1987: Rejet par référendum de l’implantation d'un terrain de golf -entouré de condos- dans une zone humide, à l'extrémité nord-ouest du lac Libby
- 1988: Fondation de L'Écho du Lac

### XXIesiècle
Des comités et des associations ont fleuri dans le village pour offrir aux villageois de Saint-Étienne des activités, services ou améliorations. Le citoyens décident de définir Saint-Étienne-de-Bolton comme :
- un environnement naturel, de forêt et de paysage montagneux ;
- une petite population talentueuse ;
- une municipalité tranquille, près de centres touristiques et urbains.

De cette planifications résultent des services comme l’Internet à haute vitesse, un nouveau réseau de sentiers et surtout l’idée de créer une coopérative.
La fondation de la Coop du Grand-Bois est un pas dans cette direction. Grâce à la collaboration des citoyens, on fait de ce bistrot un lieu convivial avec bibliothèque, offre de produits de première nécessité, soupers thématiques, causeries et rencontres culturelles et lieu  de rassemblement pour les villageois. Le bureau de poste y est intégré, de même qu’une salle de réunion, une terrasse pour les beaux jours et un lieu de repos pour les marcheurs des sentiers pédestres à proximité Sentiers de l’Estrie et Sentier de la Missisquoi nord.
En 2012, après un sondage auprès des villageois, s’élabore la « Politique familiale globale des nouveau-nés aux aînés » pour essayer de préciser comment répondre aux besoins des citoyens. On y retrouve un plan d'action lié à la santé, à l'entraide, et aux services comme la sécurité des personnes, le plein air, les sports et les loisirs, ainsi que l'habitation qui sera étudiée ces prochaines années.
- 2003 : Création du Comité Loisir et Culture pour promouvoir les activités et la culture au village
- 2004 : Fondation du Comité pour la réduction des déchets par recyclage et compostage (transformé en 2009 pour le Comité de l'environnement)
- 2011 : Création de la Coop du Grand-Bois

## Géographie
La Rivière Missisquoi Nord délimite la partie nord-est de la municipalité.
Elle est accessible via la sortie 100 de l'autoroute 10, la route 112 ou la route 245.

## Démographie
| 1991 | 1996 | 2001 | 2006 | 2011 | 2016 | 2021 |
| ---- | ---- | ---- | ---- | ---- | ---- | ---- |
| 377  | 400  | 463  | 496  | 534  | 674  | 816  |

### Langue
| Langue                  | Population | Pct (%) |
| ----------------------- | ---------- | ------- |
| Seulement français      | 445        | 84,0 %  |
| Seulement anglais       | 60         | 11,3 %  |
| Français et anglais     | 5          | 0,9 %   |
| Langues non-officielles | 20         | 3,8 %   |

## Administration
Les élections municipales se font en bloc pour le maire et les six conseillers.
| Saint-Étienne-de-Bolton Maires depuis 2001                                                                           |                  |          |          |
| Élection | Maire            | Qualité  | Résultat |
| 2005 | Yves Mailhot     |          | Voir     |
| 2009 | Pierre Patry     |          | Voir     |
| 2013 | Michèle Turcotte |          | Voir     |
| 2017 | Michèle Turcotte | Voir     |          |
| 2021 | David Auclair    |          | Voir     |
| 2024 | Michèle Turcotte | Mairesse | Voir     |
| Élection partielle en italique Depuis 2005, les élections sont simultanées dans toutes les municipalités québécoises |                  |          |          |

## Les pasteurs

### Les missionnaires
| Début | Fin  | Identité                                                    |
| ----- | ---- | ----------------------------------------------------------- |
| 1864  | 1869 | Louis Cléophas Blanchard                                    |
| 1859  | 1864 | Louis-Étoi Poulin                                           |
| 1859  | 1859 | Ludger Paré                                                 |
| 1856  | 1857 | Charles-Alfred Desnoyers                                    |
| 1854  | 1856 | Julien Leblanc                                              |
| 1851  | 1852 | Olivier Desorcy                                             |
| 1849  | 1854 | Octave Monet                                                |
| 1848  | 1849 | Étienne Hyppolite Hicks                                     |
| 1846  | 1848 | Jean-Nöel Prince, Jacques Edmond Leblond et Ovide Pelletier |
| 1951  | 1955 | Gérard Gévry                                                |
| 1845  | 1846 | Benoni Leclaire                                             |
| 1843  | 1845 | J-Marie Beudran                                             |
| 1842  | 1843 | Charles Francois Morisson et Joseph-Louis Barette           |

### Les curés
| Début | Fin      | Identité                 |
| ----- | -------- | ------------------------ |
| 2020  | en cours | Charles Vallières        |
| 2014  | 2020     | François Paré            |
| 2007  | 2014     | Mario Boivin             |
| 1994  | 2006     | Marcel Jacques           |
| 1984  | 1994     | Richard Bouffard         |
| 1976  | 1984     | Marcel Berger            |
| 1973  | 1976     | Renaud Bilodeau          |
| 1963  | 1973     | Laval Gagnon             |
| 1960  | 1963     | Réal Lareau              |
| 1960  | 1960     | Rosaire Archambault      |
| 1959  | 1960     | René Roberge             |
| 1953  | 1959     | Albert Plante            |
| 1949  | 1953     | Gérard Plourde           |
| 1941  | 1949     | Roméo Demers             |
| 1921  | 1941     | Ulric Romuald Giroux     |
| 1921  | 1921     | J. Rodrigue Desnoyers    |
| 1913  | 1921     | Raphaël Ant. Dolor Biron |
| 1907  | 1913     | Louis-A.-Odilon Huard    |
| 1903  | 1907     | Ch-Joseph Roy            |
| 1898  | 1903     | Octave Martin            |
| 1895  | 1898     | Ch. Ernest Ouellet       |
| 1889  | 1895     | F.-X. Brassard           |
| 1881  | 1889     | Pierre-Charles Boulay    |
| 1878  | 1881     | Ls-Éloi Poulin           |
| 1877  | 1878     | Éd. Blanchard            |
| 1873  | 1877     | Joseph Durocher          |
| 1867  | 1873     | Azarie Desnoyers         |

## Services
Les services communautaires offerts au village sont :
- Bibliothèque
- Bureau de poste
- Communauté chrétienne du Mont-Carmel
- Magasin général

## Culture
Plusieurs artistes vivent à Saint-Étienne-de-Bolton et des activités culturelles y sont régulièrement organisées comme  le festival des Gens de mon village ou de la Saint-Jean en été, la présentation de  pièces de théâtre et des expositions tenues par des artistes locaux.
C'est dans un chalet de Saint-Étienne-de-Bolton, converti en studio, que le chanteur Dédé Fortin écrit et enregistre Dehors novembre, le dernier album du groupe Les Colocs de son vivant.

## Sport
Le village compte sept sentiers intégrés au réseau de Missisquoi-Nord. Parmi celles-ci il y a le sentier du lac Libby (6,2 km) et le sentier de la chute à Louise (2,7 km).
Le parc municipal est ouvert en toute saison.

## Galerie

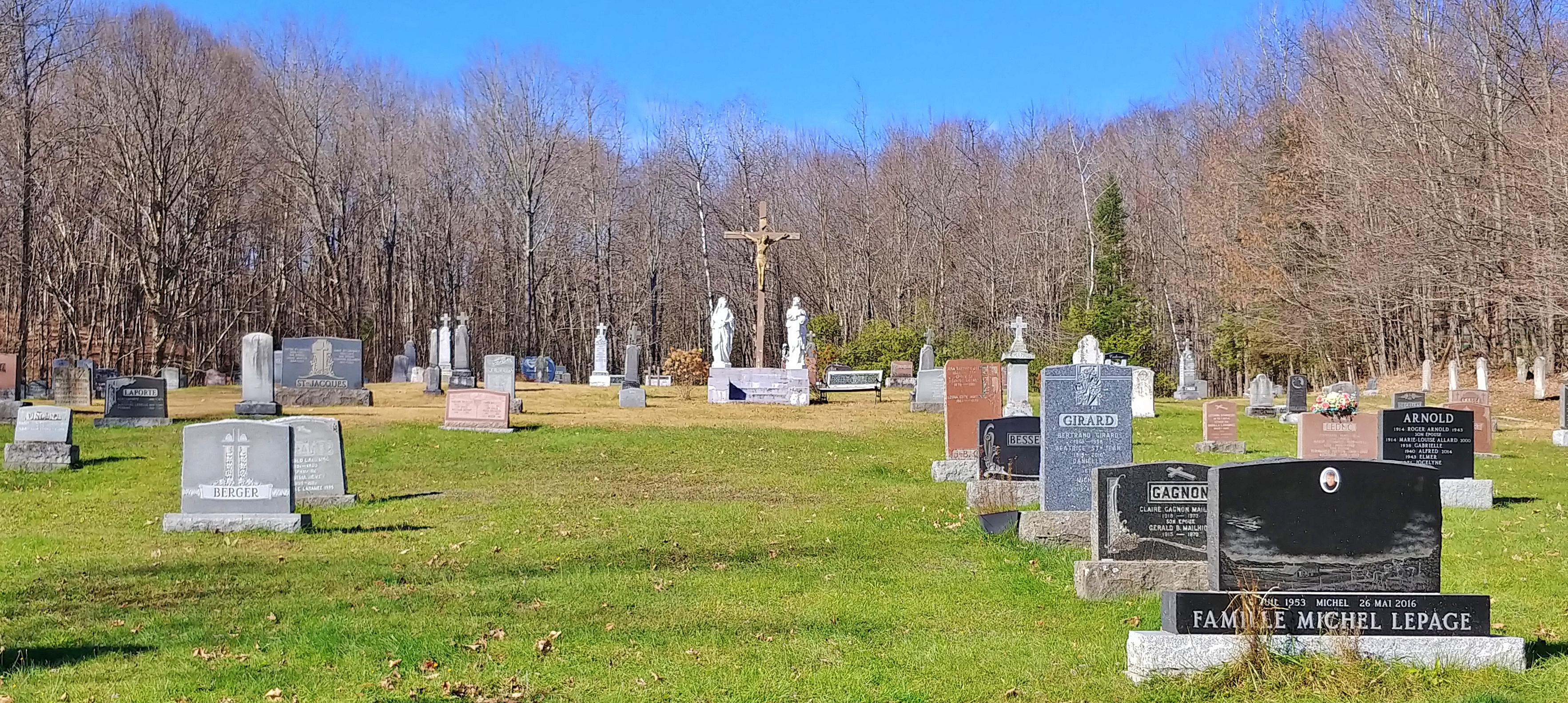
Cimetière
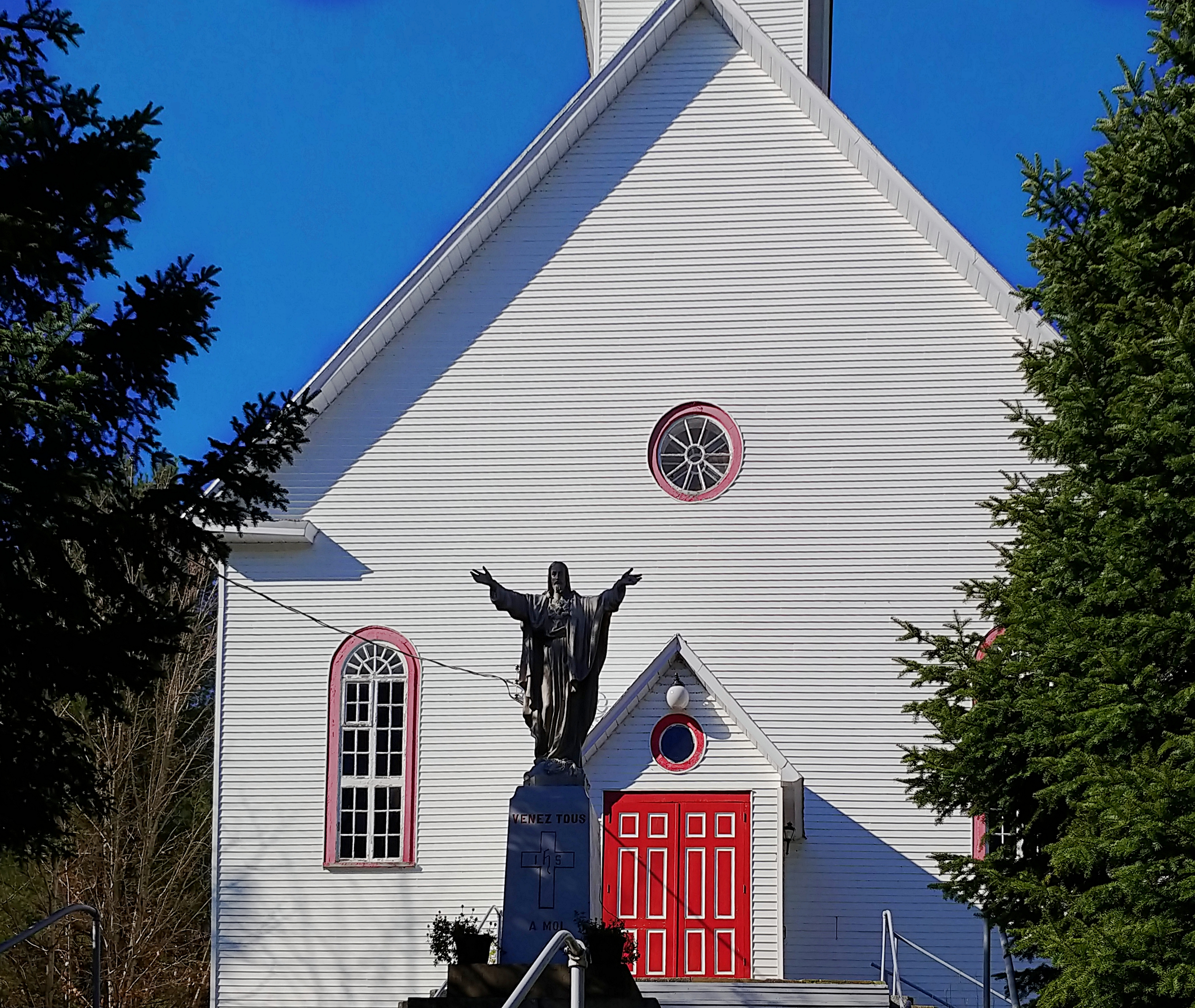
Église Notre-Dame-du-Mont-Carmel
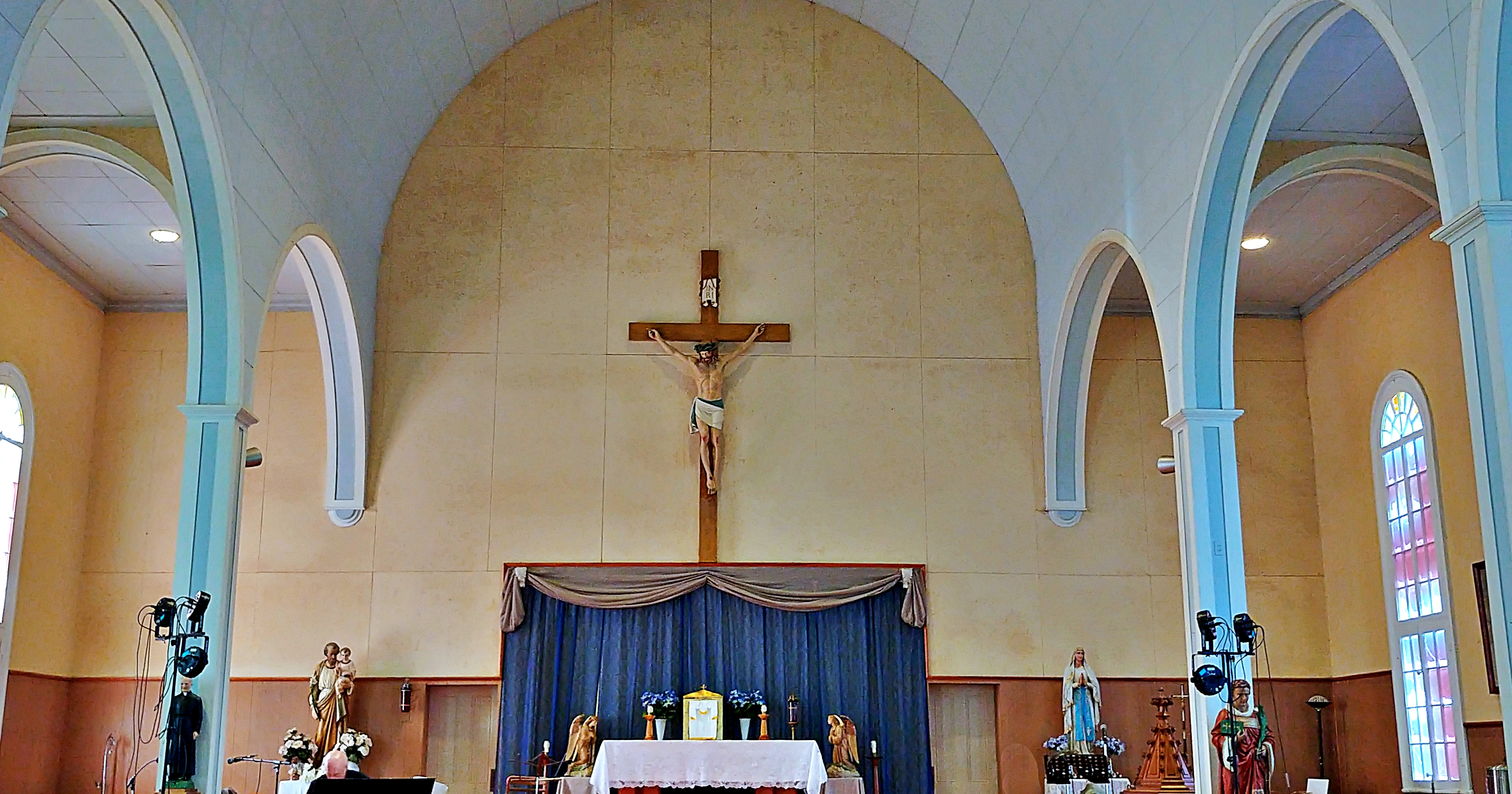
Intérieur de l'église